# Saint-Jean-de-Rives
 Saint-Jean-de-Rives là một xã thuộc tỉnh Tarn trong vùng Occitanie in miền nam nước Pháp. Xã này nằm ở khu vực có độ cao trung bình 125 mét trên mực nước biển.